# ای‌تی-ایکس
ای‌تی-ایکس (به ژاپنی: アニメシアターX Anime Shiatā X) یک شبکه تلویزیونی انیمه ژاپنی که متعلق به شرکت ای‌تی-ایکس است و در ۲۶ ژوئن ۲۰۰۰ در میناتو، توکیو تأسیس شده است. این شبکه به عنوان زیر مجموعه ایستگاه تلویزیونی تی‌وی توکیو به‌شمار می‌رود. شبکه ای‌تی-ایکس از ۲۴ دسامبر ۱۹۹۷ پخش مجموعه‌های انیمه را از طریق ماهواره و تلویزیون کابلی آغاز نموده است. از معروف‌ترین این انیمه‌ها می‌توان آماتسوکی، دبیرستان دی‌اکس‌دی، بتوووم! و خاطرات پلاستیک را نام برد.